# Oshogbo
Oshogbo   este un oraș  în  Nigeria. Este reședința  statului  Osun.